# Aeródromo de Rabasa

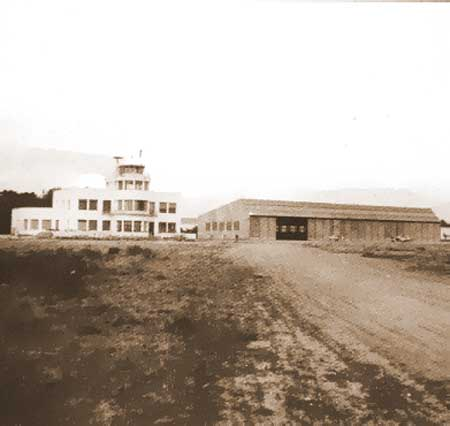
Instalaciones del aeródromo de Rabasa.

El aeródromo de Rabasa fue una instalación aérea situada en el actual término municipal de San Vicente del Raspeig (España). Funcionó desde 1919 hasta finales de los años 60, con un papel destacado durante la guerra civil española como base de operaciones de la aviación republicana y como centro de ensamblaje de aeronaves. Posteriormente, fue utilizado por el Ejército del Aire y más tarde cedido parcialmente a la Universidad de Alicante.

## Historia

### Orígenes (1919–1927)
El aeródromo fue construido en 1919 por la compañía francesa Lignes Aériennes Latécoère, que estableció una escala en Alicante dentro de su ruta entre Toulouse y Casablanca. El 23 de febrero de 1919 aterrizaron en Rabasa dos biplanos Salmson 2 A2, marcando uno de los primeros vuelos comerciales en España. En 1927, debido a la necesidad de instalaciones más grandes, la actividad se trasladó al aeródromo de El Altet.

### Guerra Civil Española (1936–1939)
Durante la guerra, Rabasa fue integrado en la 4.ª Región Aérea republicana. A partir de 1937, albergó la factoría SAF-15, resultado de la fusión entre el Servicio Aéreo de Fabricación y la empresa AISA (Aeronáutica Industrial S.A.).
En estas instalaciones se montaron y repararon aeronaves como los I-16 "Mosca", I-15 "Chato", Fokker C.X y Fokker D.XXI. También se fortificó el aeródromo con búnkeres y defensas antiaéreas.
El 4 de julio de 1938, tres cazas republicanos despegaron desde Rabasa y protagonizaron un combate aéreo con una escuadrilla de bombarderos italianos que pretendían atacar el puerto de Alicante. Aunque otra escuadrilla logró bombardear el aeródromo, los daños fueron mínimos.

### Posguerra y uso militar (1939–1960)
Tras la victoria franquista, Rabasa pasó a manos del recién creado Ejército del Aire en 1939. Alojaba al 32.º Regimiento de Aviación, equipado con cazas Polikarpov I-15 capturados. En 1940 se construyó una torre de control que permaneció en uso hasta finales de los años 70.
Durante los años 50, también fue utilizado por la aviación civil: compañías como Aviaco o Iberia operaron vuelos desde Rabasa en condiciones limitadas.

### Declive y transformación (1960–actualidad)
En 1967, el tráfico aéreo fue trasladado definitivamente al nuevo aeropuerto de El Altet. Desde 1968, parte de los terrenos fueron cedidos para la creación del Centro de Estudios Universitarios (CEU), que acabaría convirtiéndose en la Universidad de Alicante en 1979.

## Patrimonio y conservación

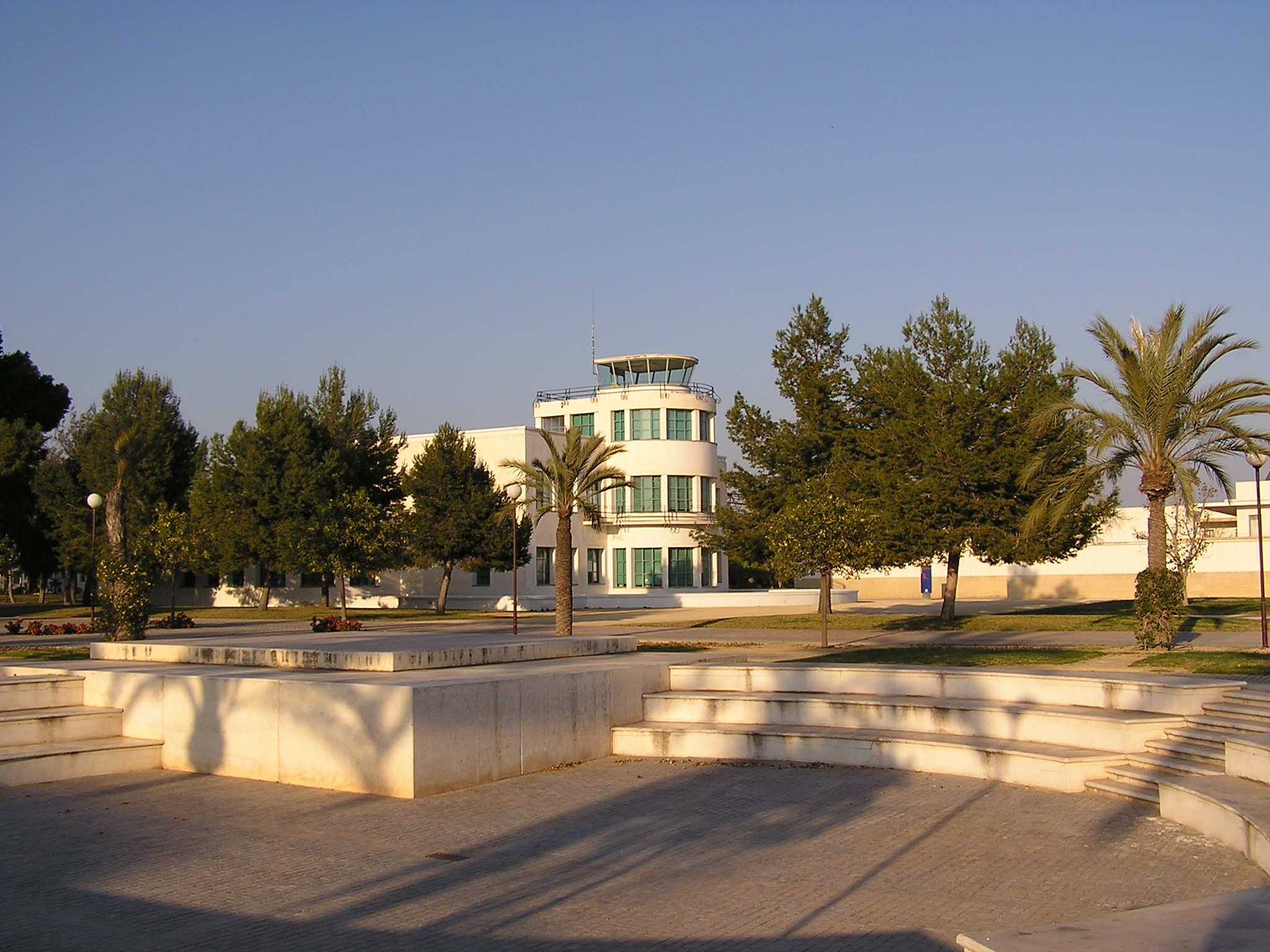
Torre de control hoy, integrada en el campus de la Universidad de Alicante.

Del antiguo aeródromo se conservan varios elementos. El hangar principal de 1938 ha sido rehabilitado y alberga actualmente el Palmétum de la universidad, una colección botánica de palmeras. La torre de control, de estilo racionalista, ha sido restaurada y funciona como sede de relaciones internacionales.
En los alrededores también se conservan búnkeres, garitas de vigilancia y estructuras defensivas construidas durante la Guerra Civil.